# Runzelhornvogel

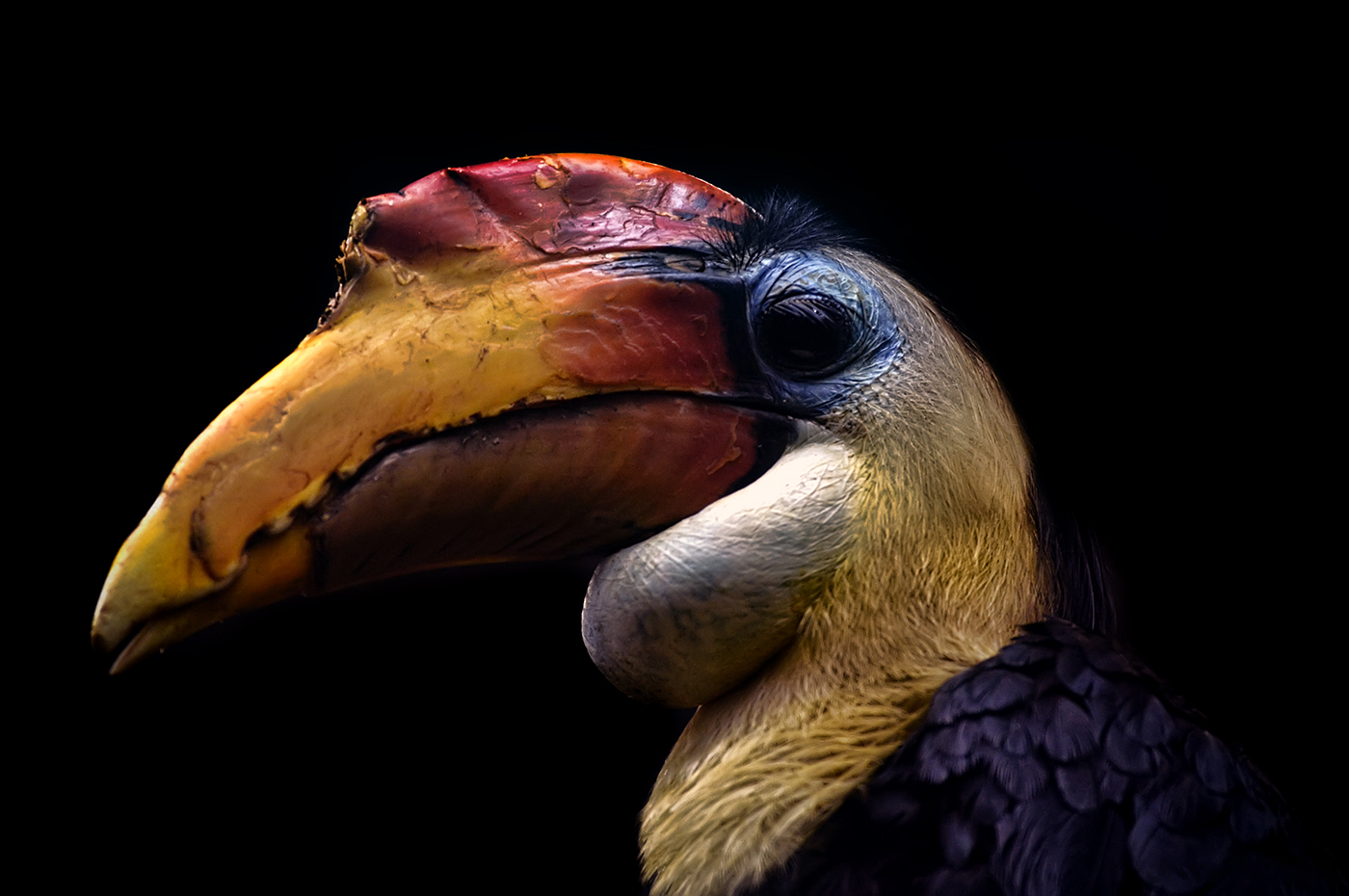
Kopfstudie eines Männchens

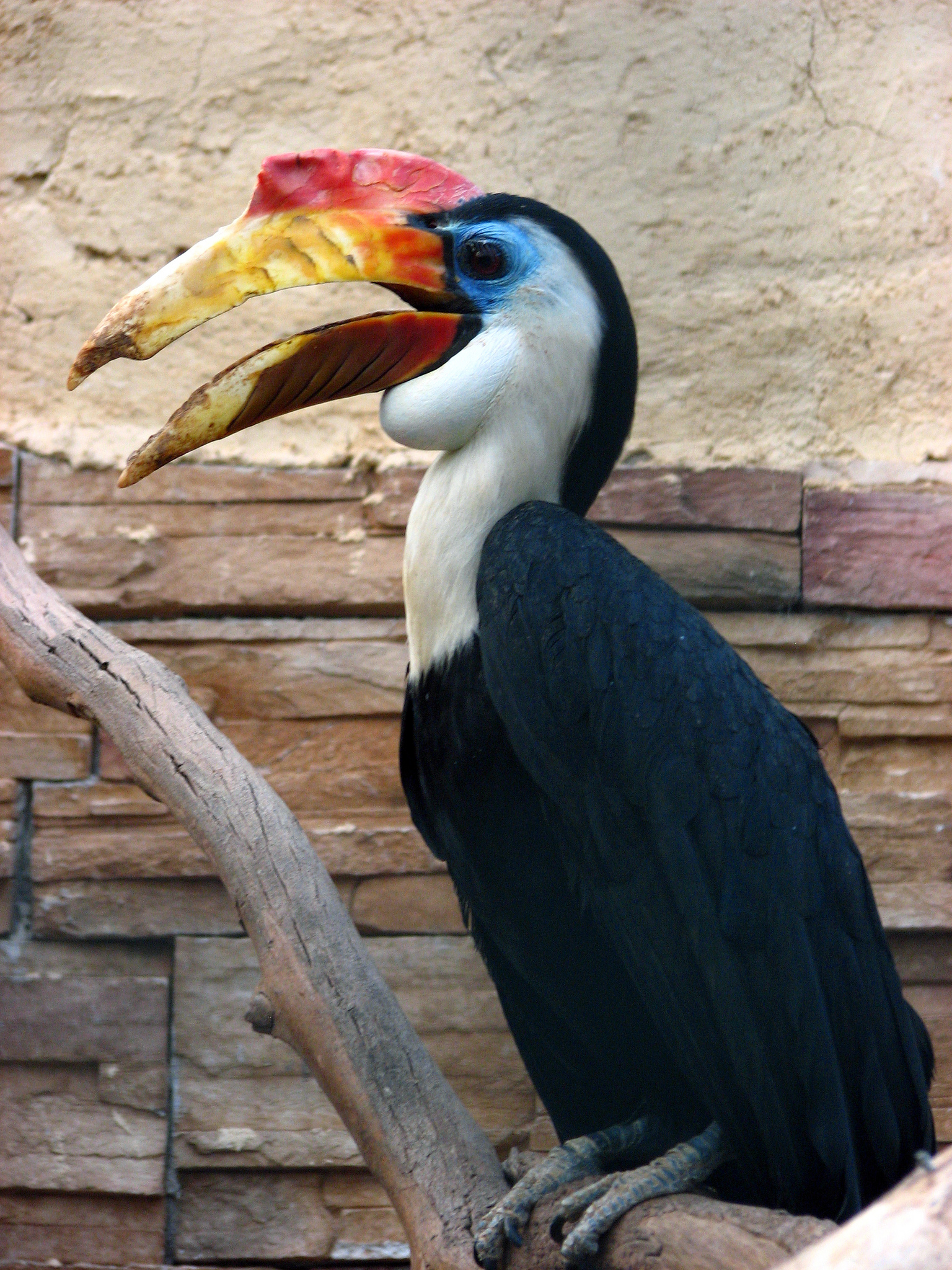
Bei diesem Männchen ist das Halsgefieder nicht durch das Bürzelsekret eingefärbt und zeigt das ursprüngliche Weiß

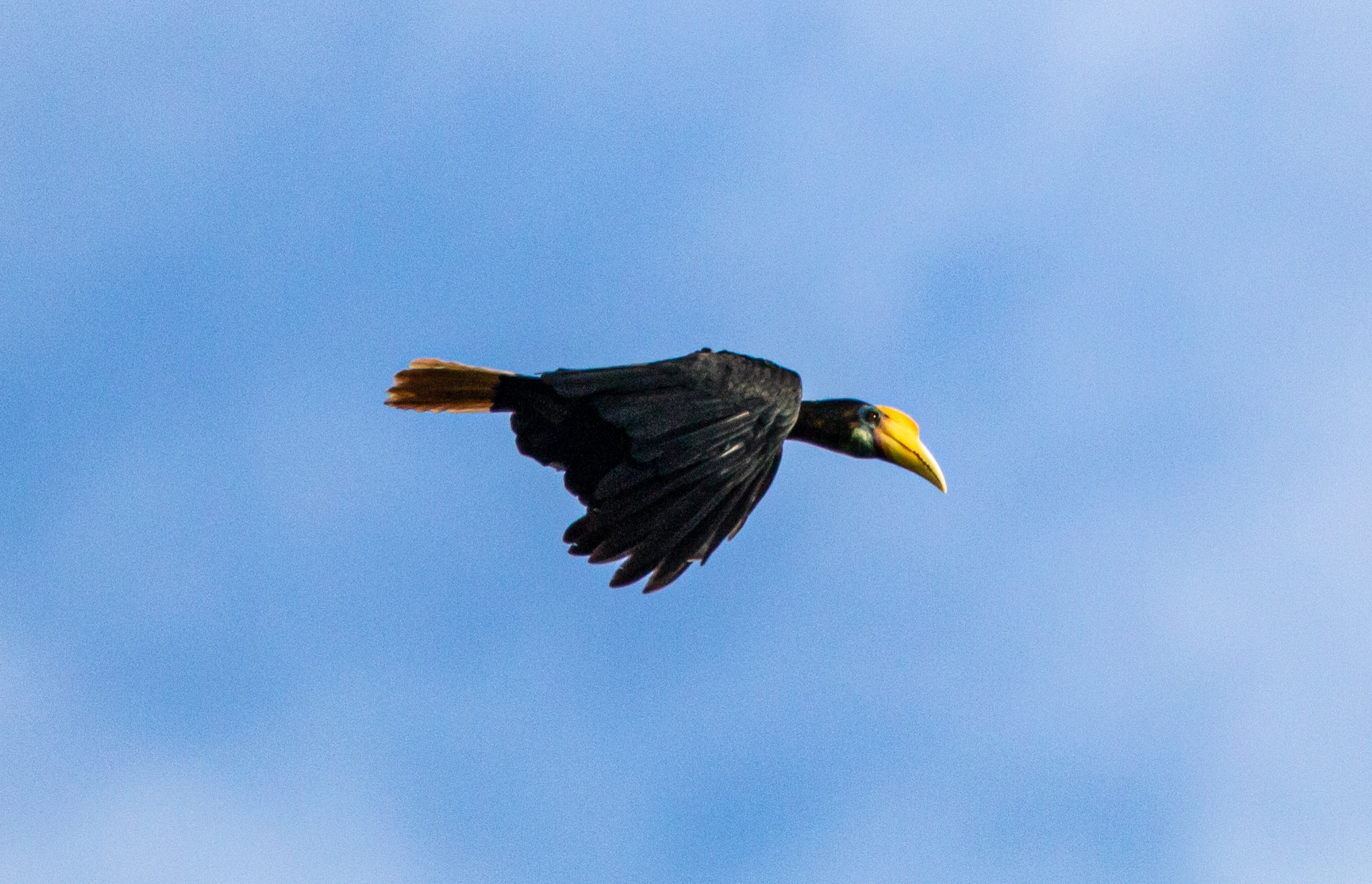
Bild eines Weibchens aus Brunei, Borneo

Der Runzelhornvogel (Rhabdotorrhinus corrugatus) ist ein mittelgroßer Vertreter der Nashornvögel (Bucerotidae). Er brütet in Malaysia, Indonesien, Thailand und Brunei. Wie alle Nashornvogelarten ist der Runzelhornvogel ein Höhlenbrüter. Das Weibchen mauert sich bis auf einen schmalen Spalt in einer natürlichen Baumhöhle während der Fortpflanzungszeit ein. Das Männchen versorgt sie und später die Jungvögel mit Nahrung.
Die Bestandssituation des Runzelhornvogels wurde 2018 in der Roten Liste gefährdeter Arten der IUCN als „Endangered (EN)“ = „stark gefährdet“ eingestuft.

## Aussehen
Der Runzelhornvogel erreicht eine Körperlänge von 65 bis 70 Zentimeter. Auf die Schwanzfedern entfallen beim Männchen durchschnittlich 27,1 Zentimeter, bei den Weibchen 23,3 Zentimeter. Der Schnabel hat bei den Männchen eine Länge zwischen 16,8 und 20,5 Zentimeter. Der Schnabel der Weibchen bleibt etwas kleiner und hat eine Länge von 14,4 bis 15,0 Zentimeter. Das Gewicht beträgt zwischen 1400 und 1600 Gramm. Es gibt einen auffälligen Geschlechtsdimorphismus.

### Erscheinungsbild des Männchens
Das Männchen hat einen schwarzen Scheitel, einen schwarzen Hinterhals sowie schwarzes Körpergefieder und schwarze Flüge. Auf der Körperoberseite hat das Gefieder einen metallisch grünen Schimmer. Die Steuerfedern haben eine schwarze Basis und frisch vermausert weiße Enden. Das Gesicht sowie der vordere Hals sind weiß. Das Bürzelsekret, mit denen der Runzelhornvogel sein Gefieder pflegt, hat eine intensive gelb-rote Farbe. Durch die Gefiederpflege sind die weißen Gefiederpartien entsprechend gelborange eingefärbt. Der Schnabel hat eine rote Basis und ist in der vorderen Hälfte gelb. Der Schnabelaufsatz ist tiefrot. Auch Schnabel und Hornaufsatz sind durch das Bürzelsekret rötlich eingefärbt.
Die ungefiederte Haut rund um das Auge ist blau, der sehr große und dehnbare Kehlsack ist hellgelb. Die Augen sind rot, die Füße und Beine sind schwarz.

### Erscheinungsbild des Weibchens und der Jungvögel
Das Weibchen ist kleiner als das Männchen und das Schnabelhorn ist bei ihr weniger entwickelt. Das Gesicht und der Vorderhals sind schwarz. Der Schnabel ist blassgelb mit einer braunen Schnabelbasis. Die unbefiederte Haut rund um das Auge ist blau. Auch der nackte Kehlfleck ist bläulich. Die Augen sind graubraun, die Beine und Füße sind grünlich grau.
Bei den Jungvögeln haben beide Geschlechter zunächst ein Körpergefieder, das dem adulten Männchen gleicht. Der Schnabel ist blass gelb mit einer orangen Tönung an der Schnabelbasis. Am Unterschnabel befindet sich bei einigen Individuen ein schwarzer Fleck. Das Schnabelhorn ist noch nicht entwickelt. Die unbefiederte Gesichtshaut ist blass gelb. Die Augen sind gelb-bräunlich. Die Beine und Füße sind blaugrau.
In freier Wildbahn entwickeln die subadulten Weibchen im Alter von etwa einem Jahr das für die Weibchen typische schwarze Gesichts- und Halsgefieder. Die Entwicklung des Schnabelhorns dauert mehrere Jahre. Bei älteren Männchen weist das Schnabelhorn Rillen auf.

## Unterarten
Es werden gelegentlich zwei Unterarten für den Runzelhornvogel beschrieben.
- Aceros corrugatus corrugatus (Temminck, 1832): Indochina, Malaysia, Brunei, Indonesien
- Aceros corrugatus rugosus (Begbie, 1834): Indochina, Thailand, Malaysia, Indonesien, Sumatra

Allen Kemp weist darauf hin, dass die Unterscheidung im Wesentlichen auf dem Größenunterschied besteht, da die Individuen dieser Art im Südosten ihres Verbreitungsgebietes etwas kleiner sind. Eine solche Größenverschiebung ist jedoch auch bei anderen Nashornvogelarten zu beobachten und stellt daher möglicherweise lediglich eine Kline dar, eine kontinuierliche Veränderung eines Merkmals entlang einer geographischen Linie.

## Verwechselungsmöglichkeiten
Die Männchen mit ihrem hohen Schnabelhorn und dem gelb-roten Schnabel sowie die Weibchen mit ihren blauen Kehlsäcken sind in freier Wildbahn nahezu unverwechselbar. Die größte Ähnlichkeit mit den Runzelhornvögeln weist der im gleichen Verbreitungsgebiet vorkommende Furchenhornvogel auf. Dieser ist deutlich größer als der Runzelhornvogel, hat einen ausschließlich weißen Schwanz, kein Schnabelhorn, sondern nur einen leicht erhöhten Schnabelfirst und die Gesichtshaut ist gelb und rot.

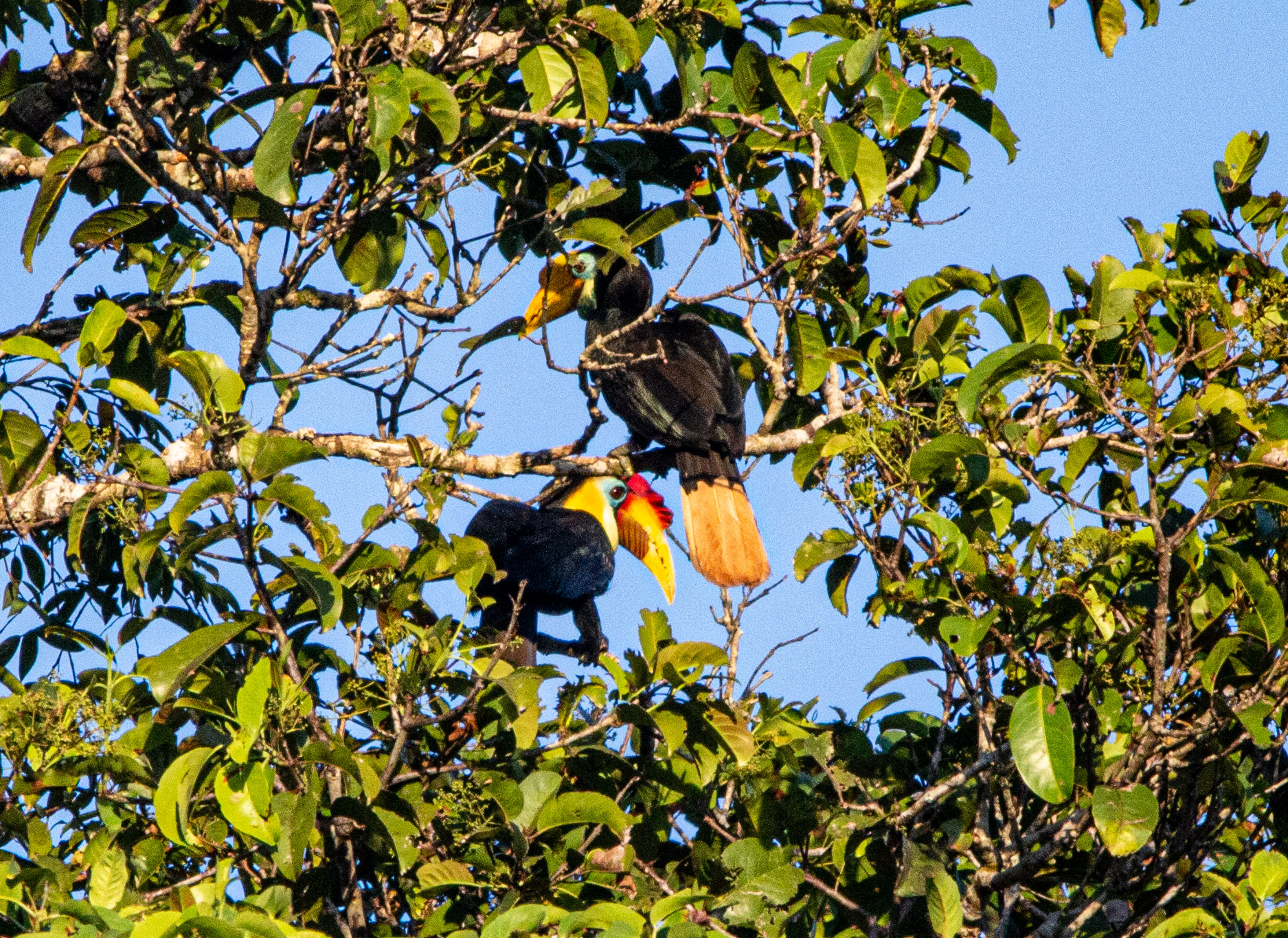
Bild eines Paares aus Brunei, Borneo

## Verbreitung und Lebensraum

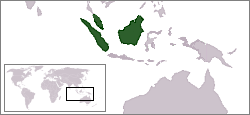
Verbreitungsgebiet des Runzelhornvogels

Runzelhornvögel sind in weiten Teilen Südostasiens verbreitet. Zu ihrem Verbreitungsgebiet gehören Malaysia (Festland sowie Sabah und Sarawak auf Borneo), Brunei, Indonesien (Sumatra und Kalimantan) sowie der äußerste Süden von Thailand. Sie besiedeln auch einige kleinere Inseln, die an Sumatra angrenzen. Dazu zählen  Rupat, Payong und die Batu-Inseln. In weiten Teilen seines Verbreitungsgebietes ist der Runzelhornvogel selten. In Thailand ist der Runzelhornvogel vom Aussterben bedroht und auch auf der malaiischen Halbinsel ist diese Art sehr selten. Dagegen ist der Runzelhornvogel im Süden von Sumatra sowie in Teilen Borneos noch vergleichsweise häufig.
Der Lebensraum des Runzelhornvogels sind dichte tropische Regenwälder der Tiefebenen. Außerhalb der Fortpflanzungszeit durchstreift er ein sehr großes Gebiet.

## Lebensweise
Runzelhornvögel leben gewöhnlich paarweise oder in kleinen Familiengruppen, bestehend aus drei Vögeln. Gelegentlich bilden sich auch Trupps, die bis zu 30 Individuen umfassen. Innerhalb dieser Trupps zeigen Runzelhornvögel wenig antagonistisches Verhalten, verpaarte Vögel bleiben jedoch häufig nahe beieinander. Bei einem Wechsel zu einem anderen Trupp Runzelhornvögel geschieht dies gleichfalls gewöhnlich paarweise.
Subadulte Runzelhornvögel bilden gewöhnlich eigene Trupps. In diesen Trupps sind Verhaltensweisen zu beobachten, die zur Paarbildung beitragen. Dazu gehört unter anderem ein Balzfüttern. Vögel eines Trupps ruhen in der Nacht in der Nähe zueinander. Sie suchen gemeinsam Nahrungsplätze auf. Dabei kann zwischen dem Ruheplatz und dem Gebiet, in dem nach Nahrung gesucht wird, eine Entfernung von bis zu zehn Kilometer liegen. Bei diesen Flügen überqueren sie Waldgebiete in großer Höhe.

## Ernährung

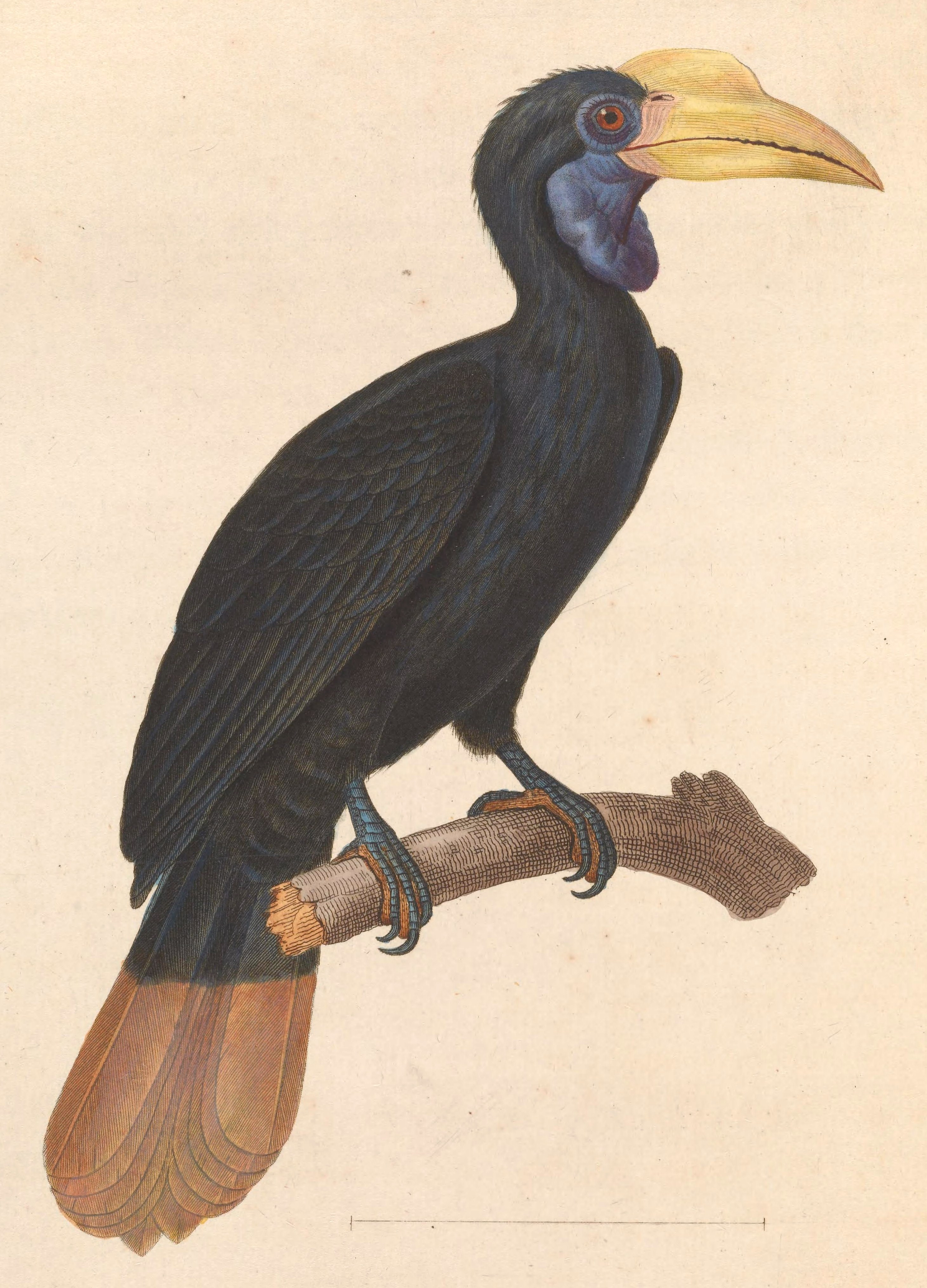
Darstellung eines Weibchens aus dem Jahre 1838

Runzelhornvögel finden ihre Nahrung überwiegend im Baumkronenbereich großer Bäume. Sie suchen bevorzugt Bäume auf, deren Krone die benachbarten Bäume weit überragt. Sie wechseln dabei schnell zwischen den einzelnen Bäumen. Auf Grund ihrer breiten Flügel und der langen Steuerfedern sind sie so geschickt, dass sie in der Lage sind, im Flug Früchte von den Zweigen aufzunehmen.
Runzelhornvögel sind wie die meisten Nashornvögel omnivor. Sie decken ihren Nahrungsbedarf zum größten Teil mit Früchten ab. Feigen spielen in ihrer Ernährung eine weniger gewichtige Rolle als bei den meisten asiatischen Nashornvögeln. Auf sie entfällt nur etwa 20 Prozent der Nahrung. Eine größere Rolle spielen in ihrer Ernährung lipidreiche Stein- und Kapselfrüchte. Eine große Anzahl gefressener Früchte und Samen stammen von Pflanzen, die zu den Lorbeer und Balsmbaumgewächsen zählen. Mit seinem Schnabel ist der Runzelhornvogel in der Lage, auch hartschalige Kapselfrüchte zu öffnen. Dies spielt besonders dann eine große Rolle, wenn das Nahrungsangebot knapp ist.
Der Runzelhornvogel unterbricht die Suche nach pflanzlicher Nahrung immer wieder mit der Jagd auf kleine Wirbeltiere und Gliederfüßer. Er gehört zu den Arten, bei denen man beobachtet hat, dass er kleinere Vogelarten fängt.

## Fortpflanzung
Die Fortpflanzungsbiologie des Runzelnhornvogels ist in freier Wildbahn noch nicht abschließend untersucht. Die meisten Erkenntnisse wurden an in menschlicher Obhut gepflegten Individuen gesammelt.
Der Runzelnashornvogel erreicht die Geschlechtsreife mit etwa vier Jahren. Auf Borneo fällt die Fortpflanzungszeit in den Zeitraum Januar bis Mai. Das Nahrungsangebot scheint eine erhebliche Rolle dabei zu spielen, ob Runzelhornvögel überhaupt zu Brut schreiten. Gelege können bis zu drei Eier umfassen. Bei in Gefangenschaft gehaltenen Runzelhornvögeln wurde dieses dritte Ei jedoch häufig nicht bebrütet oder der Nestling blieb in seinem Wachstum erheblich zurück.
Baumhöhlen in großen Höhen dienen den Paaren als Bruthöhle. Nicht selten liegen die Höhlen in den oberen Baumregionen in Höhen von mehr als 30 Metern über dem Waldboden. Der Nistplatz wird ausschließlich vom Weibchen vorbereitet. Das Weibchen legt meist zwei, selten auch drei Eier, wovon nach dem Schlupf in der Regel selten mehr als ein Jungtier überlebt. Hat das Weibchen die Eier gelegt, so geschieht etwas Einmaliges in der Vogelwelt. Das Weibchen mauert aus einer Mischung aus Nahrung, Holzteilen und Kot, das zu einem Brei verarbeitet wird, die komplette Bruthöhle nach außen hin zu. Dies ist nur bei der Familie der Nashornvögel (Bucerotidae) zu beobachten. Das Männchen bringt seinem Weibchen zusätzlich Schlamm, der auch verarbeitet wird. Lediglich ein schmaler Spalt bleibt offen. Durch diese Öffnung wird die Brut und das Weibchen vom Männchen mit Nahrung versorgt. Der Schlupf der Küken erfolgt nach rund 30 Tagen. Die Küken sind anfangs noch nackt und blind. Nachdem die Jungvögel im Alter von 65 bis 70 Tagen flügge geworden sind, öffnet das Weibchen die Bruthöhle. Sie hämmert dabei das Mauerwerk mit ihrem Schnabel auf. Die Lebenserwartung der Runzelhornvögel ist unbekannt, sie dürfte jedoch bei etwa 20 Jahren liegen.

## Gefährdung und Schutz
Die Art wird von der Internationalen Union zur Bewahrung der Natur als stark gefährdet (Endangered) eingestuft. In weiten Teilen seiner Verbreitungsgebiete ist der Runzelhornvogel noch relativ häufig anzutreffen. In einigen Regionen sind sie jedoch bereits völlig verschwunden oder vom Aussterben bedroht. Vor allem in Regionen, in denen die Vernichtung der Regenwälder rasend schnell voranschreitet, steht es um die Runzelhornvögel mehr als schlecht. Runzelhornvögel können ausschließlich in tropischen Regenwäldern leben, da sie nur hier genügend Nahrung und Nistmöglichkeiten finden. Auf der malaiischen Halbinsel steht die Art kurz vor der Ausrottung. Ein weiteres Problem stellt die Bejagung der Vögel und der Wildfang für den Haustierhandel dar.

## Runzelhornvogel und Mensch
Runzelhornvögel werden gelegentlich in zoologischen Gärten gezeigt. Die erste Gefangenschaftsaufzucht gelang 1988.

## Einzelbelege
1. 1 2  
Rhabdotorrhinus corrugatus in der Roten Liste gefährdeter Arten der IUCN 2016. Eingestellt von: BirdLife International, 2016. Abgerufen am 3. Oktober 2017.
2. ↑  Kemp: The Hornbills - Bucerotiformes. S. 219.
3. 1 2 3  Kemp: The Hornbills - Bucerotiformes. S. 218.
4. 1 2 3 4 5 6  Kemp: The Hornbills - Bucerotiformes. S. 220.